# Hamoir
Hamoir es un municipio belga perteneciente al distrito de Huy de la provincia de Lieja, en la Región Valona.
A 1 de enero de 2019 tiene 3880 habitantes.
La localidad es conocida por ser el lugar de nacimiento del escultor barroco Jean Del Cour.

## Geografía
Se ubica a orillas del río Ourthe, junto a la línea de ferrocarril que une Lieja con Luxemburgo, unos 20 km al sur de Lieja.

### Secciones del municipio
El municipio comprende los antiguos municipios, que se fusionaron en 1977:
| - Hamoir - Comblain-Feron - Filot |

### Pueblos y aldeas del municipio
Comblain-la-Tour, Xhignesse y Lassus

## Demografía

### Evolución
Todos los datos históricos relativos al actual municipio, el siguiente gráfico refleja su evolución demográfica, incluyendo municipios después de efectuada la fusión el 1 de enero de 1977.
| Gráfica de evolución demográfica de Hamoir entre 1846 y 2019 |
|                                                              |